# Lofotmalerne
Lofotmalerne er en betegnelse for norske malere som henter deres motiv fra Lofoten, specielt fra fisker-miljøet. Det var ofte kunstnere fra det sydlige Norge som drog mod nord for der at hente inspiration, såvel som hjemmehørende som havde været sydover, men valgte at beholde kunstudtrykket. 
Eksempler på lofotmalere er de tidlige Einar Berger, Ole Juul, Halfdan Hauge og Gunnar Berg, såvel som nutidens Thor Erdahl.